# Campazas
Campazas – gmina w Hiszpanii, w prowincji León, w Kastylii i León, o powierzchni 20,88 km². W 2011 roku gmina liczyła 151 mieszkańców.